# Portada/Prova/efemèride desembre 21
Dibuixet de Mendes Álvares pa La Chala
« 27 de desembre · 28 de desembre · 29 de desembre »